# 야코블레프 Yak-38

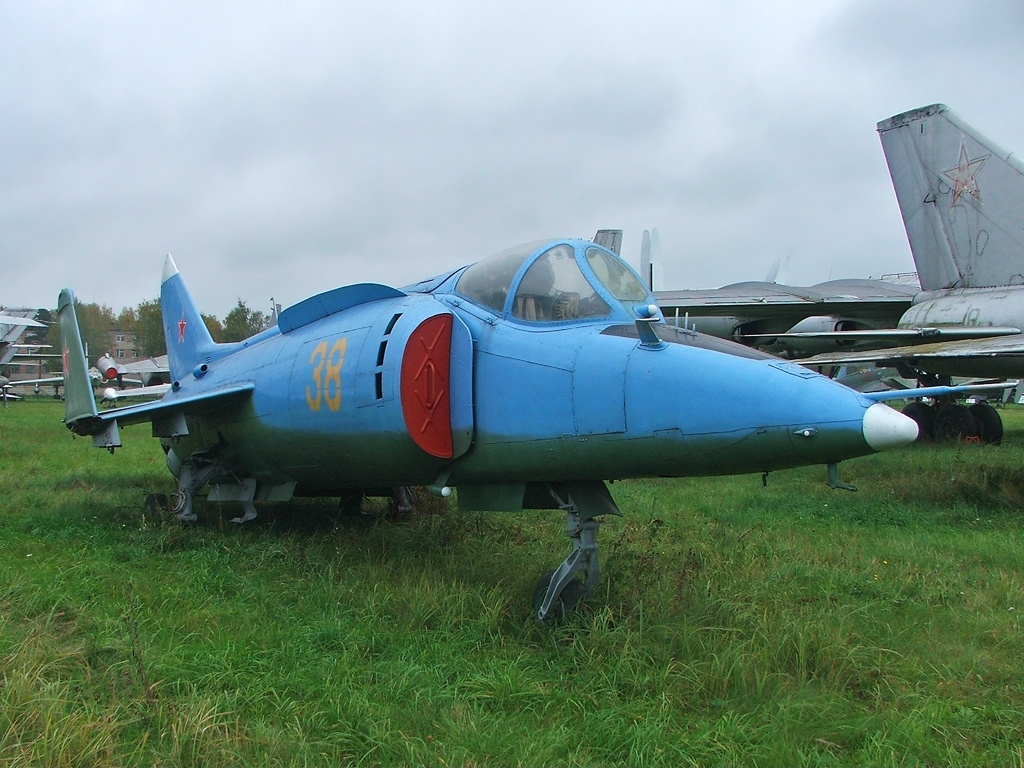
야코블레프 Yak-38

야코블레프 Yak-38은 영국의 해리어와 함께, 냉전 시절 유일하게 실전배치된 소련의 STOVL 전투기이다. 1991년 소련이 붕괴되면서 퇴역했다.
STOVL 비행기와 스키 점프대를 사용하는 항공모함은 캐터펄트와 어레스팅 기어가 없다. 미국과 프랑스를 제외하고는, 전 세계 모든 항공모함은 STOVL 비행기와 스키 점프대를 사용한다. 프랑스는 미국에서 캐터펄트를 수입해 샤를 드골호에 사용한다.

## 제원 (Yak-38M)
정보의 출처: Combat Aircraft since 1945
일반 특성
- 승무원: 1
- 길이: 16.37 m (50 ft 1 in)
- 날개폭: 7.32 m (24 ft 0 in)
- 높이: 4.25 m (14 ft 5 in)
- 날개면적: 18.5 m² (199 ft²)
- 공허중량: 7,385 kg (16,281 lb)
- 탑재중량: kg (lb)
- 최대이륙중량: 11,300 kg (28,700 lb)

- 엔진: 2× Rybinsk RD-38 turbojets, 31.9 kN (7,870 lbf) 각각

성능
- 최대속도: 1 280 km/h (795 mph)
- 항속거리: 1,300 km[3] (807 miles)
- 상승한도: 11,000 m (36,089 ft)
- 상승률: 4,500  m/min (14,760 ft/min)
- 날개하중: kg/m² (lb/ft²)
- 추력대중량비: 1+

- 기관포: GSh-23L 23mm gun pod (GP-9). Carried in one or two UPK-23-250 pods fixed under the external pylons of wings.
- 무기장착점: 4 4,400 lb,다음의 조합이 가능함:
  - 로켓: various types of rockets (up to 240 mm).
  - 미사일: 2 anti-ship or air-to-surface Kh-23 (AS-7 Kerry). The Kh-23 required a guidance pod on one of the pylons. R-60 or R-60M (AA-8 Aphid) air-to-air missiles could be carried under the external pylons.
  - 폭탄: two FAB-500 or four FAB-250 general purpose bombs under pylons, two incendiary ZB-500, or two nuclear RN-28 bombs.
  - 기타: external tanks.

## 같이 보기
- 야코블레프 Yak-130 - T-50 골든이글의 경쟁기종. 고등훈련기
- 야코블레프 Yak-141 - 1991년 개발취소된 수직이착륙기